# ФК Кастория
 Тази статия е за футболния клуб.  За града вижте Костур (град).  
Кастория (на гръцки: Αθλητικός και Γυμναστικός Σύλλογος Καστοριάς или Α.Γ.Σ. Καστοριά) е футболен отбор от град Костур, Егейска Македония, Гърция. Отборът носи прякора „кожухарите“ (γουναράδες, гунарадес). Домакинските си мачове играе на градския стадион в Костур с капацитет от 10 000 места. Цветовете му са червено и жълто. На емблемата на клуба е изобразен бобър – от името на Костурското езеро, което според някои теории произлиза от думата за бобър.

## История
Тимът е създаден на 6 август 1963 г. след сливането на трите съществуващи костурски отбора – Арес, Атромитос и Орестиада. Най-големият успех в историята на клуба е спечелването на Купата на Гърция с 5:2 срещу солунския Ираклис през 1980 година.

## Успехи
- Носител на Купа на Гърция (1): 1980

## Български футболисти
- Милен Радуканов: 2003/04 - (18 мача/1 гол)
- Петър Шопов: 2006/07 - (29 мача/5 гола)